# Государственный музей истории каракалпакской литературы имени Бердаха
Государственный музей истории каракалпакской литературы имени Бердаха — музей в городе Нукусе, Республика Узбекистан, посвящённый истории, этнографии и культуре каракалпаков, названный в честь родоначальника современного каракалпакского литературного языка, поэта каракалпакского народа Бердаха (Бердимурода). Основан в 1998 году при Каракалпакском государственном университете.

## История создания
Был учреждён при Каракалпкском Государственном университете имени Бердаха согласно постановлению Кабинета Министров Республики Узбекистан «О широком праздновании 170-летия со дня рождения каракалпакского мыслителя и поэта Бердаха (Бердимурод) Каргабай оглы» от 20 мая 1998 года в городе Нукус.
В 1998 году специально для музея было построено трехэтажное здание с одним большим и шестью малыми куполами, общая площадь которого составила 1,26 м². Автором проекта стал известный в республике архитектор, лауреат Государственной премии имени Бердаха Орынбай Торениязов.
Официальное открытие музея состоялось 1 марта 2002 года.
13 апреля 2021 года музей был переименован в Государственный музей истории каракалпакской литературы имени Бердаха.

## О музее
Основная цель экспозиции — показать образцы письменной литературы, отражающие быт каракалпакского народа с древнейших времён до наших дней, народную каракалпакскую литературу, фольклор, рукописное наследие, классическую каракалпакскую литературу и произведения представителей каракалпакской литературы ХХ и XXI веков.

### Собрание музея
Основу фонда музея составляют рукописи на арабском, персидско-таджикском, турецком и старокаракалпакском языках, печатные книги, а также книги, используемые в медресе. Кроме того, в музее представлены документы о представителях классической каракалпакской литературы, образцы их творчества, предметы периода жизни поэта Бердаха. Также представлены предметы, рассказывающие о прошлом каракалпакского народа, образцы национальных костюмов, фотографии, показывающие путь развития каракалпакской литературы в XIX-XXI веков, отношения с соседними народами, фотографии и портреты исторических деятелей, научные труды.
На сегодняшний день собрание музея насчитывает более 10 000 предметов, поступивших изо всех  районов республики.
В музее два отдела: отдел музейного рукописного наследия и отдел каракалпакской литературы XIX века.

### Экспозиция музея
Структура музейной экспозиции:

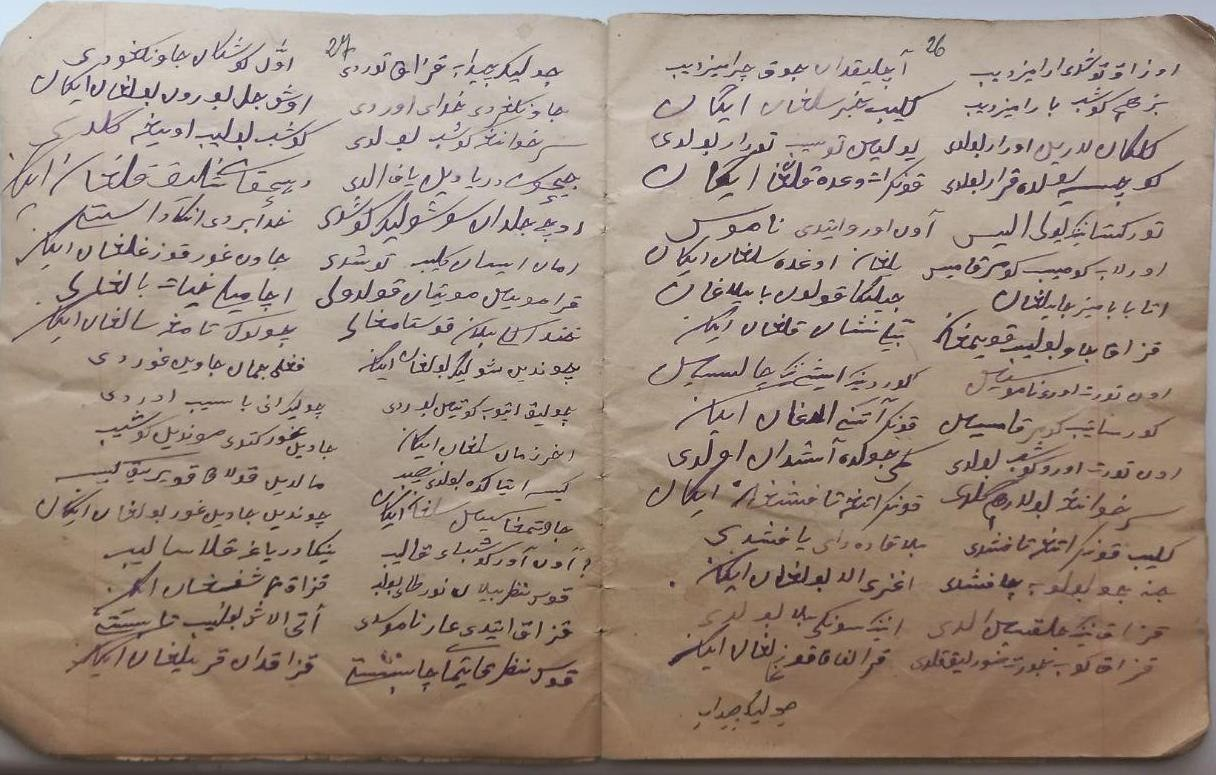
Рукопись произведений Бердаха «Шаджара» и «Хорезм»

1. Экспозиция Каракалпакского государственного историко-литературного музея имени Бердаха посвящена жизни и творчеству поэта и мудреца Бердаха и истории создания музея его имени
2. Экспозиция «Древняя каракалпакская литература» освещает историю зарождения каракалпакской литературы. Охватывает творчество Ходжи Ахмеда Яссави (X-XI века), Хакима-ота Сулеймана Бакиргани, поэта и ученого Суфия Оллояр. Экспозиция также знакомит с известными представителями средневековой турецкой литературы, активно повлиявшей на культурное развитие каракалпакского народа.
3. Экспозиция «Шедевры народного творчества» посвящена образцам творчества до письменной культуры, фольклору, народному творчеству. Представлены образцы каракалпакского народного эпоса, сказок, поговорок и пословиц, народных песен.
4. Экспозиция «Генезис каракалпакского слова» освящает эпос, фольклорные термины и песни. В основном они исполняются жирау, бахши, сказителями.
5. Экспозиция  «Наше письменное наследие – рукописи». В этом зале экспонируются редкие экземпляры истории литературы каракалпакского народа, знакомя посетителей со старинными арабскими рукописями и литографическими книгами, объясняется их содержание.
6. Экспозиция «Независимость», экспозиция «Возрождение духовных ценностей и национального самосознания» знакомит с историческими событиями независимого развития Республики Узбекистан в годы независимости, важнейшим достижением которой является формирование текущих воззрений на ислам, размещены экспонаты, рассказывающие о истории народа и национальных ценностей.
7. Экспозиция «Зал Бердаха». Выставка этого зала называется «Пусть мир смотрит на меня с восхищением», в ней собраны исторические источники, относящиеся к эпохе Бердаха,  карта места жительства поэта, предметы быта и декора, образцы национальной одежды, сохранившийся у потомков Бердаха, плащ, который он носил, книги, по которым он преподавал в медресе, генеалогическая таблица потомков Бердаха и сведения о них, монографии ученых-филологов, которые изучали произведения Бердаха, размещены коллекции произведений Бердаха, картины художников по мотивам его произведений.
8. Экспозиция «Юрта» показывает отличия и особенности каракалпакской юрты, как образца декоративно-прикладного искусства (женского творчества), ее социально-бытовые особенности.
9. Экспозиция «Лауреаты Каракалпакской государственной премии имени Бердаха» (учреждена в 1967 году). Эта премия в области литературы была присуждена впервые за эпос «Баходир» Аббаза Дабилова.  Затем также А. Тарковскому за перевод каракалпакского героического эпоса «Сорок девушек» на русский язык, С. П. Северцеву  за перевод народного эпоса «Шарияр» на русский язык, Мухаммеду Али за перевод эпоса «Мастподшо» на узбекский язык и за подготовку проекта Национального музея Бердаха архитектору О. Торениязову.
10. Экспозиция классической каракалпакской литературы 19 века представляет информацию о поэтах Джиене Жирове, Кунходже, Бердахе, Ажиниязе, Отеше, живших в XVIII—XIX веках, и знакомит с их жизненным путём. Помимо произведений , в экспозицию вошли написанные о них мнения, рукописные книги, портреты, фотографии, а также научные исследования, фотографии и образцы материалов конференций.
11. Литература конца XIX — начала XX веков. На этой выставке представлены произведения Сарыбая, Гулмурата, Омара, Кулмурата, Казакбая, Худайбергена, Аяпбергена, Кази Маолика, С. Маджитова, живших и творивших в период расцвета каракалпакской литературы конца XIX века и начала XX века, их творческая деятельность, фотографии, рукописи, а также различные сведения об живописи по мотивам их произведений, материалы, опубликованные в печати, творческие работы ученых-исследователей.
12. Каракалпакская литература XX — начала XXI века. Литературные произведения, созданные в XX веке, в отличие от образцов предыдущего периода, смогли издаваться в виде отдельных книг и получили широкое распространение среди соседних народов. Выставка посвящена росту популярности таких изданий, учреждению званий «Народный поэт Каракалпакстана» и «Народный писатель Каракалпакстана»,  в 1967 году - созданию Государственной премии имени Бердаха. Также исследовано литературное наследие этого периода, включены исследования ученых-филологов и сведения о них. Начало XXI века стало периодом расцвета каракалпакской литературы, произведения поэтов и писателей были переведены на несколько иностранных языков и изданы в ряде зарубежных стран. Каракалпакские писатели также переводили на родной язык лучшие образцы мировой литературы.  Здесь показаны писатели,  которые были удостоены таких званий, как «Народный поэт Узбекистана», «Народный писатель Узбекистана», «Герой Узбекистана», «Честь страны», «Дружбы», медали «Слава». Также представлена информация о творчестве владельцев этих звании, их работах, картинах, личных рукописях и вещах.